# Hum, Croatia
Hum (tiếng Ý: Colmo; tiếng Đức: Cholm) là một thị trấn trong vùng Istria, nằm phía tây bắc nước Croatia. Độ cao so với mực nước biển của thị trấn này là 349 m. Năm 2011, Hum có dân số là 21 người.